# Ukko
Ukko , [1] ou Äijä ou Äijö ( finlandês : avô masculino , avô , velho ), [2] [3] paralelo a Uku na mitologia estoniana , [4] é o deus do céu , clima, colheita e trovão [ 5] na mitologia finlandesa. Ukkonen, a palavra finlandesa para trovão é a forma diminuta do nome Ukko. [nota 1] [nota 2]Alguns pesquisadores acreditam que Ilmarinen, outro deus do céu finlandês, é a origem de Ukko, [6] [7] enquanto outros acreditam que o nome original de Ukko era Balk Perkele . [8] Ukko é considerado o deus mais significativo da mitologia finlandesa, embora seja contestado por estudiosos se isso é responsável por influências cristãs posteriores. Nos poemas e orações folclóricas, ele também recebe o epíteto Ylijumala (Inglês: Deus Supremo ), provavelmente em referência ao seu status como o deus mais conceituado e, por outro lado, seu domínio tradicional nos céus.. Outros nomes para Ukko incluem Pitkänen ( pitkä , "long"), Isäinen ( isä , "pai"), Isoinen ( iso, forma arcaica do acima, significado moderno "great"). Embora retratado ativo no mito , Ukko faz todas as suas aparições na lenda apenas por fenômenos naturais quando apelou para. [9] De acordo com Martti Haavio , o nome Ukko às vezes era usado como um substantivo comum ou epíteto generalizado para várias divindades, em vez de denotar um deus específico. [10]

## Ver tambem
- Akka